# Naturschutzgebiet Am Dasseberg
Das Naturschutzgebiet Am Dasseberg mit einer Größe von 43,8 ha liegt nordöstlich von Hesborn im Stadtgebiet von Hallenberg. Es wurde am 15. September 2004 mit dem Landschaftsplan Hallenberg durch den Hochsauerlandkreis als Naturschutzgebiet (NSG) ausgewiesen. Das NSG ist Teil des Europäischen Vogelschutzgebiets Medebacher Bucht und des FFH-Gebietes Waldreservat Glindfeld – Orketal (DE 4817-304). Im Osten grenzt das NSG an das Naturschutzgebiet Waldreservat Glindfeld (Medebach) und im Südosten das Naturschutzgebiet Orketal. Die Ostgrenze liegt an der Grenze zu Medebach.

## Gebietsbeschreibung
Beim NSG handelt es sich um extensives Grünland bzw. Grünlandbrachen. Durch die Landesstraße 617 ist es in die 41,8 ha große Hauptfläche und eine 2 ha kleine Nebenfläche geteilt.

## Pflanzenarten im NSG
Vom Landesamt für Natur, Umwelt und Verbraucherschutz Nordrhein-Westfalen dokumentierte Pflanzenarten im Gebiet: Acker-Hornkraut, Acker-Minze, Acker-Witwenblume, Bachbunge, Berg-Platterbse, Besenginster, Besenheide, Bitteres Schaumkraut, Borstgras, Brennender Hahnenfuß, Echtes Johanniskraut, Echter Wurmfarn, Echtes Labkraut, Echtes Mädesüß, Feld-Ehrenpreis, Gänseblümchen, Gamander-Ehrenpreis, Geflecktes Johanniskraut, Gegenblättriges Milzkraut, Gewöhnlicher Dornfarn, Gewöhnliches Ferkelkraut, Gras-Sternmiere, Großer Wiesenknopf, Harzer Labkraut, Heidelbeere, Herbstzeitlose, Kleine Bibernelle, Kleine Braunelle, Kleiner Baldrian, Kleiner Klappertopf, Kleiner Wiesenknopf, Kleines Habichtskraut, Knolliger Hahnenfuß, Kohldistel, Kriechende Hauhechel, Kriechender Hahnenfuß, Kuckucks-Lichtnelke, Körner-Steinbrech, Magerwiesen-Margerite, Moor-Labkraut, Moschus-Malve, Pfennigkraut, Preiselbeere, Quell-Sternmiere, Quellen-Hornkraut, Rundblättrige Glockenblume, Salbei-Gamander, Scharfer Hahnenfuß, Schlangen-Knöterich, Spitzlappiger Frauenmantel, Sumpf-Dotterblume, Sumpf-Schachtelhalm, Sumpf-Vergissmeinnicht, Vogel-Wicke, Wacholder, Wald-Ehrenpreis, Weiße Lichtnelke, Weißes Labkraut, Wiesen-Bocksbart, Wiesen-Bärenklau, Wiesen-Flockenblume, Wiesen-Kerbel, Wiesen-Kümmel, Wiesen-Labkraut, Wilde Möhre, Zaun-Wicke.

## Schutzzweck
Das NSG soll das Grünland und die Brachen mit seinem Arteninventar schützen. Zur Erhaltung und Entwicklung von Lebensgemeinschaften und Lebensstätten wildlebender, teils gefährdeter Arten, von Tier- und Pflanzenarten beizutragen. Wie bei allen Naturschutzgebieten in Deutschland wurde in der Schutzausweisung darauf hingewiesen, dass das Gebiet „wegen der Seltenheit, besonderen Eigenart und Schönheit des Gebietes“ als Naturschutzgebiet ausgewiesen wurde. Laut Naturschutzgebiets-Ausweisung wurde das Gebiet zum Naturschutzgebiet auch ausgewiesen, um zur Sicherung des ökologischen Netzes Natura 2000 der EU im Sinne der FFH-Richtlinie.